# Julefrid med Carola
Julefrid med Carola è un EP natalizio della cantante svedese Carola Häggkvist, pubblicato nel 1983.

## Tracce
Side A
1. Hej mitt vinterland
2. Nu tändas tusen juleljus
3. Härlig är jorden

Side B
1. Bjällerklang
2. Stilla natt
3. O helga natt